# Commissie-Delors I
De commissie-Delors I is de Europese Commissie die functioneerde van 1985 tot 1989. Zij telde 17 leden. Zij werd opgevolgd door de commissie-Delors II.

## Leden
| Naam                     | Portefeuille                                                         | Lidstaat            |
| ------------------------ | -------------------------------------------------------------------- | ------------------- |
| Jacques Delors           | Voorzitter                                                           | Frankrijk           |
| Claude Cheysson          | Noord-Zuid-relaties, Middellandse Zeepolitiek                        | Frankrijk           |
| Karl-Heinz Narjes        | Industrie, Informatica, Wetenschap en Onderzoek, Vicevoorzitter      | Duitsland           |
| Lorenzo Natali           | Samenwerking en Ontwikkelingszaken, Uitbreiding EG, Vicevoorzitter   | Italië              |
| Frans Andriessen         | Landbouwbeleid, Vicevoorzitter                                       | Nederland           |
| Stanley Clinton Davis    | Milieu, Consumentenbescherming, Transport                            | Verenigd Koninkrijk |
| Henning Christophersen   | Begroting, Controle, Personeel en Administratie                      | Denemarken          |
| Carlo Ripa di Meana      | Institutionele Hervormingen, Informatiebeleid, Cultuur en Toerisme   | Italië              |
| Arthur Francis Cockfield | Interne Markt, Douane, Belastingzaken, Vicevoorzitter                | Verenigd Koninkrijk |
| Grigoris Varfis          | Betrekkingen Europees Parlement, Regionale Politiek                  | Griekenland         |
| Willy De Clercq          | Buitenlandse Betrekkingen, Handelspolitiek                           | België              |
| Alois Pfeiffer           | Economische Zaken, Werkgelegenheid, Eurostat                         | Duitsland           |
| Nicolas Mosar            | Energie, Euratom                                                     | Luxemburg           |
| Peter Sutherland         | Concurrentiezaken                                                    | Ierland             |
| António Cardoso e Cunha  | Visserij (vanaf januari 1986)                                        | Portugal            |
| Abel Matutes             | Krediet, Investeringen, Midden- en Kleinbedrijf (vanaf januari 1986) | Spanje              |
| Manuel Marín             | Sociale Zaken en Werkgelegenheid (vanaf januari 1986)                | Spanje              |